# Helsingborgs idrottsmuseum
Helsingborgs idrottsmuseum är ett museum för sport och idrott i Helsingborg som drivs av Föreningen Idrottsarkivet (FIA).
Museet har sina lokaler i Idrottens hus, Helsingborg på Mellersta Stenbocksgatan 10, dit de flyttade år 2013 från det gamla IOGT-huset på Carl Krooks gata.

## Verksamhet
I museets lokaler finns en ständig utställning om alla aspekter inom Helsingborgs idrottsliv, liksom ett särskilt rum för att hedra Formel 1-föraren Gunnar Nilsson. I museet finns ett omfattande arkiv innehållande bland annat filmer, böcker och fotografier tillsammans med ansenligt bibliotek. I byggnaden finns även lokaler för möten och konferenser. Föreningen arrangerar ett flertal olika evenemang, bland annat filmvisningar, guidningar av museet och föreläsningar. Varje år sedan 2004 delar föreningen ut utmärkelsen "Årets idrottsman/-kvinna i Helsingborg". Museet har även gett ut anekdotboken Å då sa jag till domar'n...! och ett antal minneshäften om idrottsklubbar i Helsingborg. Föreningen Idrottsarkivet, som driver museet, har cirka 1 000 medlemmar och ingår bland annat i samarbetsprojektet Arkivens Hus.

## Historik
I mitten av 1970-talet tog föreningen Sportpennorna i Helsingborg, en sammanslutning av stadens sportjournalister, initiativet till bildandet av ett arkiv för Helsingborgs idrottshistoria. Ett möte mellan Sportpennorna och Helsingborgsidrottens Samorganisation, HISO, resulterade i ett första möte den 30 oktober 1975 och den 21 januari 1976 tillsattes en interimsstyrelse. Denna beslutade att organisationen skulle få namnet Föreningen Idrottsarkivet, vilket också blev föreningens namn vid bildandet den 26 april 1976. I föreningens stadgar stipulerades bland annat att man skulle verka för ett inrättande av ett idrottsmuseum i staden och att man skulle ge ut en årsbok i ämnet Helsingborgsidrott, vilken även skulle innehålla historiska återblickar. Den första årsboken kom ut 1980 och täckte av det föregående årets idrott. Årsboken gavs ut fram till 1994, då redaktionen drog sig tillbaka, dock utan att lyckas hitta några efterträdare, vilket gjorde att årsboken lades ner. 
Föreningen saknade länge egna lokaler för verksamheten. Som möteslokal användes från början Gamlegård och senare flyttade man till HISO:s lokaler på Södergatan, där man även hade utrymmen för mindre utställningar. Som en lösning på frågan om lokaler för utställningar föreslogs 1977 att Sofiero slott, som nyligen testamenterats till Helsingborgs stad av Gustaf VI Adolf, skulle inrättas som idrottsmuseum. Dock blev detta inte fallet. Den 20 december samma år lyckades föreningen däremot genomföra sin första större utställning i Helsingborgs stadsbibliotek. Idrottsprofessorn Åke Svahn var mycket intresserad av föreningens arbete och donerade den 24 april 1978 större delen av sin samling till föreningen. Svahn blev året efter ledamot och rådgivare i föreningen. 
I början av 1979 utredde Helsingborgs stad hur den framtida användningen av Berga kasern, Pålsjö slott och Raus skoldaghem skulle se ut. FIA föreslog till kommittén att Pålsjö slott skulle användas som idrottsmuseum, men det beslutades att slottet skulle användas till andra ändamål. Verksamheten fortsatte trots lokalbristen och föreningen höll en uppmärksammad utställning om Formel 1-föraren Gunnar Nilsson på Sofiero i maj 1979. Flera ytterligare utställningar hölls, främst på Stadsbiblioteket, men man letade fortlöpande efter permanenta utställningslokaler. Inte förrän 1985 lyckades man genom egen försorg finna lokaler på Springpostgränden och genom bidrag från bland andra Gunnar Nilssons mor, Elisabeth Nilsson, kunde lokalerna renoveras och Idrottsmuseet invigas den 20 oktober 1986. Föreningens ekonomi var dock väldigt ansträngd och museet var vid ett tillfälle nära nerläggning.

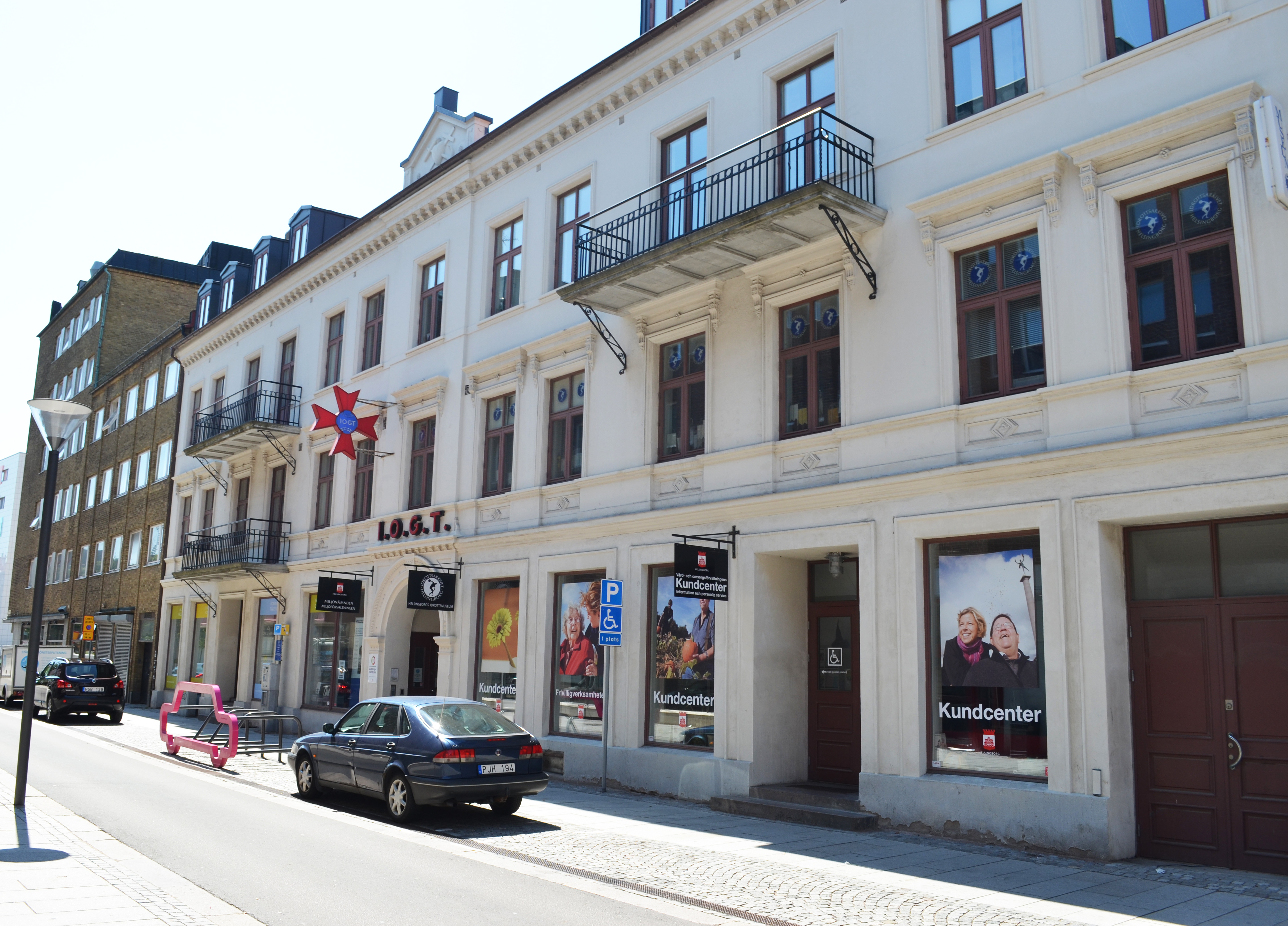
Idrottsmuseets tidigare lokaler i IOGT-huset, 2012.

Trots att man nu till slut hade hittat lokaler åt arkivet sökte man vidare efter nya och bättre. Helsingborgs fastighetskontors exploateringschef, Bengt Lindskog, erbjöd i början av 1993 föreningen en tomt öster om Olympia, men föreningen saknade pengar att uppföra en byggnad för. Ett flertal existerande byggnader fanns som förslag på nya lokaler, men alla dessa förslag rann ut i sanden. Men när kommunen beslutade att rusta upp det så kallade IOGT-huset (tidigare Scalabiografen) på Carl Krooks gata 10 på Söder lyckades föreningen övertala politikerna om att Idrottsmuseet skulle få flytta in i lokalerna. Efter renoveringen och flytten kunde museet invigas på sin nya plats den 12 juni 2004. När Helsingborgs kommun 2012 behövde lokalerna på Carl Krooks gata erbjöds museet plats på Idrottens hus dit man flyttade 2013.